# Leptogorgia fasciculata
Leptogorgia fasciculata är en korallart som beskrevs av Bielschowsky 1918. Leptogorgia fasciculata ingår i släktet Leptogorgia och familjen Gorgoniidae. Inga underarter finns listade i Catalogue of Life.